# Maurice de Vlaminck

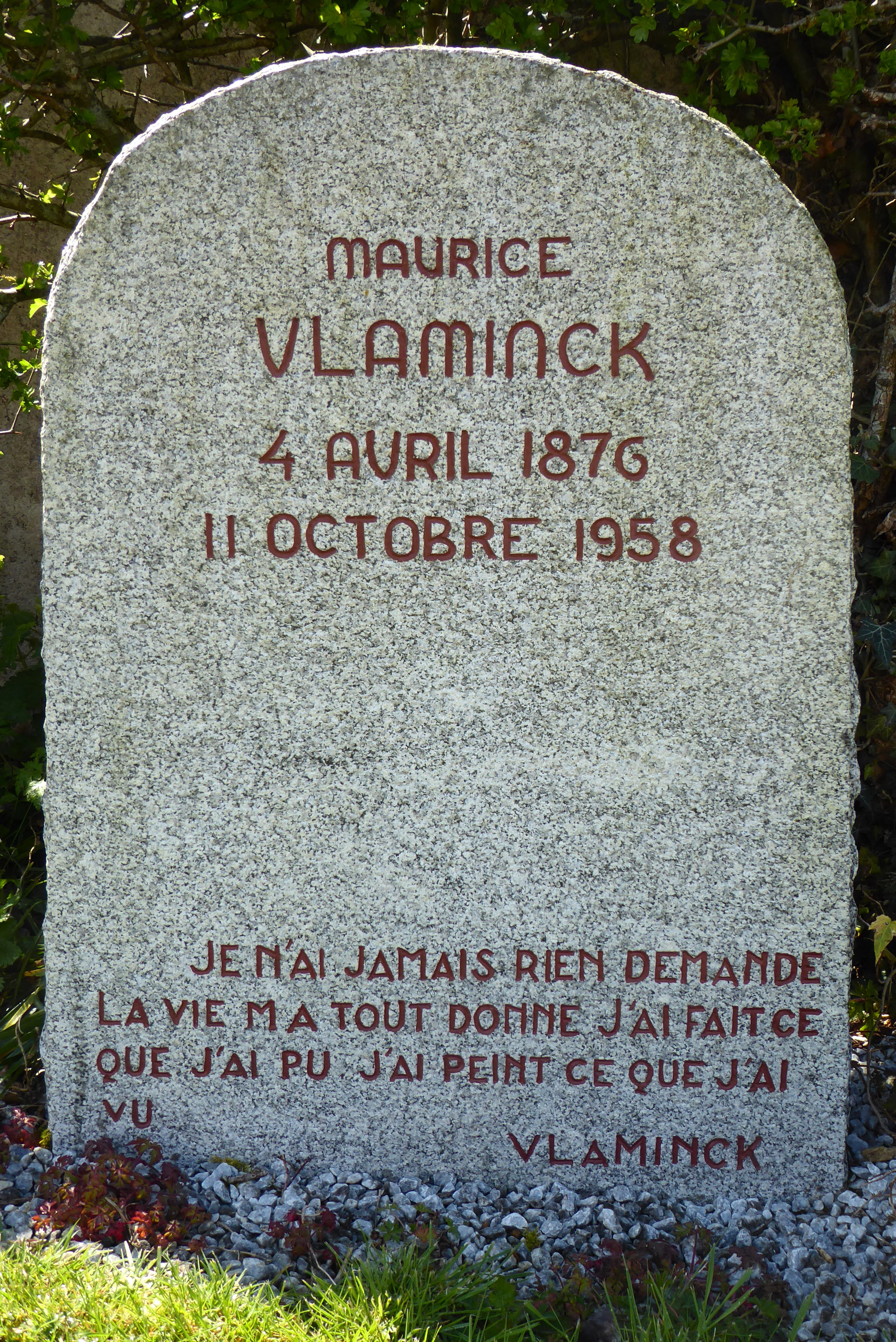
La lapide del pittore

Maurice de Vlaminck (Parigi, 4 aprile 1876 – Rueil-la-Gadelière, 11 ottobre 1958) è stato un pittore francese.

## Biografia

### Gli esordi con i fauves
Vlaminck fu un fiero autodidatta: la sua arte vuole essere libera e immediata, senza interpretazioni filosofiche o letterarie; anche se in un primo tempo si ispirò all'impressionismo, in breve tempo se ne allontanò e guardò con interesse ai colori forti e puri di André Derain e Henri Matisse. Nelle sue prime opere i colori sono accesi e gli elementi del paesaggio sono semplificati in linee contrastate, che danno un grande senso del ritmo e del movimento con poca grazia e molto dinamismo: le pennellate non comunicano armonia, ma forza ed energia. Su consiglio di Henri Matisse, presentò al pubblico i suoi primi dipinti al Salon des Indépendants, poi nel 1905 partecipò al Salon d'Automne e i critici lo inserirono a pieno diritto nel gruppo dei fauves: per il suo stile decisamente aggressivo e per l'uso di colori puri, talvolta spremuti direttamente dal tubetto sulla tela, si affermò come l'esponente più radicale del gruppo.
L'unione dei fauves fu fragile e breve: dopo il 1907 il gruppo si sciolse e ogni artista intraprese un percorso autonomo. Anche Vlaminck mostrò una pittura diversa da quella degli anni precedenti: dopo aver conosciuto l'opera di Paul Cézanne, la sua pittura si compone di paesaggi e di nature morte dai colori meno accesi e da un cromatismo drammaticamente espressivo. I contorni sono meno marcati, le pennellate sono meno nervose, il disegno è semplificato, le linee curve si affiancano a quelle rette dando un maggior senso di profondità e d'armonia.

### L'avvicinamento all'espressionismo
Attorno al 1910 Vlaminck rimase colpito sia dal cubismo, che lo portò verso forme piene e più costruite, che dall'espressionismo. L'avvicinamento all'espressionismo fu comune anche ad altri fauves: i punti di contatto tra i pittori fauves e gli espressionisti erano molti, la loro evoluzione fu quasi parallela con reciproche influenze, pur nella diversità di carattere e di sensibilità dei singoli artisti. Entrambi questi movimenti superarono definitivamente l'impressionismo: mentre per gli impressionisti la visione della natura è sostanzialmente serena e priva di problematiche o angosce interiori, i colori forti e le tinte ora accese ora cupe dei fauves e degli espressionisti sono il segno evidente di uno stato d'animo perturbato alla ricerca di una propria identità. Ci fu un cambiamento simile anche in letteratura, dove si passò dal naturalismo, vicino al positivismo, al decadentismo, legato all'esistenzialismo.
Dopo la prima guerra mondiale, Vlaminck lasciò Parigi e andò a vivere in campagna, a Rueil-la-Gadelière. Nelle opere di questo periodo è rintracciabile il segno profondo che l'esperienza della guerra ha avuto sulla sua visione artistica. I suoi paesaggi acquistano una nuova fisionomia grazie all'influenza sempre maggiore dell'espressionismo, la tavolozza si fa più cupa e le atmosfere più inquietanti e drammatiche. Le opere di questo periodo sono caratterizzate da strade di paese silenziose e deserte, che si perdono verso l'orizzonte in una ritrovata profondità prospettica. La natura diventa una presenza minacciosa e ostile, simbolo di una visione drammatica dell'esistenza; anche il cielo è dipinto con colori freddi ed è quasi sempre pieno di nuvole che preannunciano la pioggia. Le pennellate, che nelle opere del periodo fauves erano brillanti e agili, sembrano trascinate a fatica sulla tela e danno l'idea di un forte pessimismo esistenziale.
Vlaminck, arrestato nel 1944 per collaborazionismo con i nazisti ed emarginato dopo la guerra, morì il 11 ottobre 1958 a Rueil-la-Gadelière. La sua lapide reca il nome Maurice Vlaminck.

## Opere
- Portrait du père Bouju, vers 1900, Parigi, musée national d'Art moderne[1]
- Sur le Zinc, 1900, Avignon, musée Calvet[2]
- La Cuisine (Intérieur), 1904, Parigi, musée national d'Art moderne[3]
- Portrait de Guillaume Apollinaire, 1904-1905, musée d'Art du comté de Los Angeles[4].
- Maisons à Chatou, vers 1905, Art Institute of Chicago[5]
- Le Pont de Chatou, 1905, Saint-Tropez, musée de l'Annonciade
- Le Remorqueur, 1905, Amburgo, Kunsthalle
- Restaurant de la Machine à Bougival, 1905, Parigi, musée d'Orsay[6]
- Les Ramasseurs de pommes de terre, 1905, Küsnacht (canton de Zurich), Fondation Merzbacher
- Une rue de Marly-le-Roi, 1905-1906, Parigi, musée national d'Art moderne[7]
- Les Châtaigniers à Chatou, 1906, Troyes, musée d'Art moderne[8]
- Maisons à Chatou avec arbres rouges, 1906, New York, Metropolitan Museum of Art
- Les Arbres rouges, 1906, Parigi, musée national d'Art moderne[9]
- Les Coteaux de Rueil, 1906, Parigi, musée national d'Art moderne[10]
- La Seine à Chatou, 1906, New York, Metropolitan Museum of Art[11]
- André Derain, 1906, New York, Metropolitan Museum of Art[12]
- Paysage de Bougival, 1906, Amsterdam, Stedelijk Museum[13]
- Route maraîchère, 1907, Winterthour (canton de Zurich), musée des Beaux-Arts de Winterthour
- Nature morte, 1907, Saint-Tropez, musée de l'Annonciade
- Les Baigneuses, 1907-1908, New York, Museum of Modern Art
- Nature morte au panier de fruits, 1908-1914, Chartres, musée des Beaux-Arts
- La Maison dans les arbres, 1908, Parigi, musée national d'Art moderne[14]
- Bord de rivière, 1909-1910, Parigi, musée national d'Art moderne[15]
- Bougival (dipinto), 1905, Parigi, musée national d'Art moderne
- Les Andélys, 1910, Cahors, musée de Cahors Henri-Martin
- Nature morte au pichet et à l'orange, 1910, Parigi, musée d'Orsay[16]
- Le Pont de Meulan, 1910, Parigi, musée national d'Art moderne[17]
- Les Peupliers, 1910, Parigi, musée national d'Art moderne[18]
- Portrait de Madame Lucie Kahnweiler, 1912, Parigi, musée national d'Art moderne[19]
- Le Vieux Port de Marseille, 1913, Washington, National Gallery of Art[20]
- Route sous la neige à Chandais, 1915, Le Havre, musée d'Art moderne André-Malraux
- Auvers sur Oise, 1918, Granville, musée d'Art moderne Richard-Anacréon
- Nature morte aux panier de fruits, 1920, Firenze - Collezione Roberto Casamonti
- Église sous la neige, vers 1930, Parigi, musée national d'Art moderne
- Chaumières, 1933, Parigi, musée national d'Art moderne[21]
- La Baie des Trépassés, 1937, musée d'Art et d'Histoire de Dreux[22]
- Paysage, Algeri, musée national des Beaux-Arts
- Paysage à Chatou, musée d'Art moderne de Troyes[23]
- Nature morte, Berlino, Neue Nationalgalerie
- La Meule, Fonds municipal d'art contemporain de la Ville de Paris
- Fleurs, Fonds municipal d'art contemporain de la Ville de Paris